# Giulia Sacconi Ricci

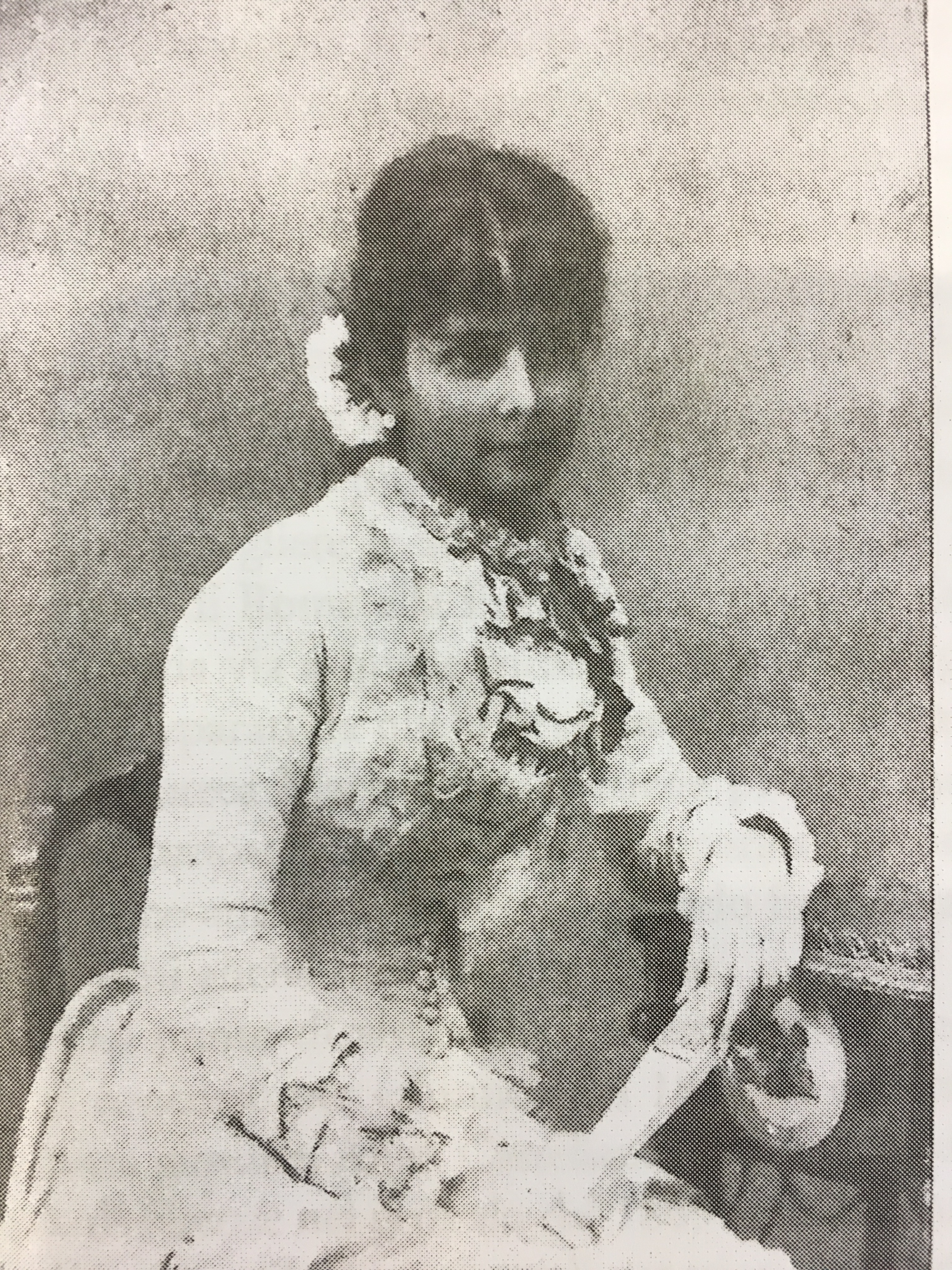

Giulia Sacconi Ricci (Firenze, 1º marzo 1865 – Maresca, agosto 1938) è stata una bibliotecaria italiana.

## La formazione
Figlia di Torello Sacconi, prefetto della Biblioteca Nazionale di Firenze dal 1877 al 1885, dopo gli studi al ginnasio "Galileo" ottiene a pieni voti la licenza nel 1882. Nello stesso anno, con non poche difficoltà, riesce ad accedere al prestigioso istituto classico "Dante", diventando la prima donna a iscriversi a un liceo italiano. Per permetterle di studiare, il padre sprona alcune delle sue conoscenze, tra cui Diego Martelli, Augusto Conti, Giuseppe Costetti e Giunio Dei, a esporsi per supportare la figlia. La vicenda genera molto scalpore a causa delle preoccupazioni ministeriali sulla promiscuità delle classi, e vede l'intervento di personaggi di spicco come Pasquale Villari e Giosué Carducci (come membro del consiglio della Pubblica Istruzione). A seguito del percorso liceale, nel 1888 supera in maniera eccellente il concorso nazionale per "alunno sottobibliotecario", a cui è la prima donna a partecipare. Inizia quindi nel gennaio 1889 un primo tirocinio alla Nazionale fiorentina, diretta da Desiderio Chilovi, aperto all'inserimento di funzionarie donne nel sistema bibliotecario nazionale.

## Il lavoro presso la Biblioteca Marucelliana
Il primo incarico a cui viene destinata è presso la sala dei manoscritti della biblioteca. Tuttavia, l'esperienza dura molto poco: infatti, per via delle condizioni di salute precarie causate dalla scarsa ventilazione della stanza in cui lavora, Chilovi decide di trasferirla al Palazzo dei Giudici a fianco di alcuni dipendenti di sesso maschile. Come scrive il padre Torello, in una lettera indirizzata all'allora direttore della Nazionale, la soluzione repugnerebbe assolutamente a mia figlia, consapevole che senza dubbio devono apprendere tutti i servizi al pari degli altri impiegati, ed aver rapporti d'ufficio con essi, ma bisognerà che almeno in principio, finché il tempo non abbia creato il costume, tutto questo accada non lontano dalla vigilanza dei Superiori e possibilmente a vista di tutti. Essendo ciò impossibile in una struttura grande come la Biblioteca Nazionale, viene trasferita alla Marucelliana nell'agosto del 1889. Dopo il suo arrivo, il direttore Guido Biagi, anch'esso uomo colto e aperto, le offre la recensione di un volume di Carlo Castellani, prefetto a Venezia della Biblioteca Marciana. Nel 1890 diviene la prima donna in Italia ad accedere di ruolo nelle biblioteche governative, superando a marzo il concorso per sottobibliotecaria di quarta classe.

## I progetti di catalogazione
Nel frattempo Angelo Bruschi diventa il nuovo direttore della Marucelliana, e la incarica di curare gli incunaboli custoditi nella biblioteca. Nello svolgimento di questo compito, cura personalmente la stesura a macchina e la rilegatura materiale di un catalogo sugli scrittori del Quattrocento. Per riuscire a realizzarlo, deve prima tradurre e poi imparare le istruzioni della macchina da scrivere americana "Hammond", impiegata per la prima volta in Italia nella stesura di un catalogo. Inoltre, inventa un nuovo tipo di formato di scheda applicato a un innovativo sistema di rilegatura, "ereditato" dal padre e da lei approfondito, che favorisce la consultazione del catalogo. Si tratta della descrizione di 480 incunaboli in ordine cronologico e degli autori di riferimento; il lavoro di indicizzazione è completo dopo soli due anni. Sempre nel 1890 scrive un articolo sulla "Rivista delle biblioteche", così da permettere la diffusione del nuovo sistema di organizzazione del catalogo in Italia; l'idea, tuttavia, suscita interesse soprattutto all'estero. Nel 1892 termina, contemporaneamente al lavoro sugli incunaboli, un imponente catalogo organizzato per argomento iniziato dal padre. Il volume, incentrato specialmente sul materiale custodito nella Nazionale, era stato donato alla Marucelliana.  Al momento della consegna, il catalogo, strutturato gerarchicamente, constava di quasi 200.000 schede.  Continua quindi il lavoro di arricchimento e completamento, tant'è che Bruschi, nel rapporto annuale del 1893, scrive che Il catalogo a materie, che soltanto questa biblioteca possiede così completo, deve a lei se può seguitare a riordinarsi e accrescersi ogni giorno di più. Il lavoro viene proseguito dall'altrettanto brillante Zulia Benelli anche lei entrata a fare parte della Marucelliana nel 1901.  Successivamente, il catalogo passa nuovamente alla Nazionale, dove è conservato e digitalizzato.

## Gli scambi internazionali
Nell'agosto del 1893, durante il proprio viaggio di nozze, scrive un reportage sulle biblioteche di Lucerna, Zurigo, Vienna e Graz pubblicato a puntate sulla Rivista delle biblioteche.  I testi saranno successivamente riuniti in un volume. Parallelamente, continua ad approfondire gli studi sulle rilegature più funzionali e innovative, soffermandosi sui sistemi in uso in America e in Europa, soprattutto sui modelli inglesi, francesi e olandesi.
Nell'estate del 1893, questo studio viene presentato al "World's Congress of Librarians" di Chicago. Non può presentarsi di persona, dato che in quei giorni dà alla luce il primo figlio, ma viene data lettura del suo contributo. È la prima volta in assoluto in cui una donna italiana, seppure in modo indiretto, partecipa a un congresso internazionale di bibliotecari. In questa occasione, la direttrice della Pratt Institute Free Library di Brooklyn, Mary Wright Plummer, conosce i suoi lavori e ne resta molto colpita, tanto che, tra il 1894 e il 1895, organizza un viaggio in Europa, recandosi più volte presso la Biblioteca Marucelliana. L'impressione della Plummer è eccellente. La definisce infatti "una pioniera nel lavoro" grazie alla quale altre donne potranno entrare nelle biblioteche italiane. Tra le due nascerà una profonda amicizia. Sempre nel 1893 viene promossa a sottobibliotecaria di terza classe per merito.
Nel 1896 partecipa attivamente alla fondazione della Società bibliografica Italiana con l'amica di sempre, Anita Castellano; sono le uniche donne a fare parte del comitato.

## La cessazione dell'attività professionale
Nel 1898, per ragioni familiari, si trasferisce a Edimburgo, in cui resta per un ventennio. Non è noto se abbia continuato attività in ambito bibliotecario, tuttavia ha sempre mantenuto l'iscrizione alla Società bibliografica italiana.
Rientra in Italia, a Firenze, nel 1920, otto anni dopo la scomparsa del padre. Qualche tempo dopo, nel 1925, muore improvvisamente il marito. Muore nell'agosto del 1938 a Maresca.

## Opere
- Giulia Sacconi Ricci, Un nuovo sistema di legatura meccanica per cataloghi, Firenze, Carnesecchi, 1891.
- Giulia Sacconi Ricci, Una visita ad alcune biblioteche della Svizzera, della Germania e dell'Austria, Firenze, Carnesecchi, 1893.